# Declan Hughes
Declan Hughes (ur. 27 kwietnia 1973 w Irlandii Północnej) – północnoirlandzki snookerzysta.

## Kariera zawodowa
W Main Tourze grywa od roku 2008.

### Sezon 2008/2009
W kwalifikacjach do Northern Ireland Trophy 2008 przegrał w pierwszej rundzie pokonany przez Rodneya Gogginsa 2-5. Podobna sytuacja miała miejsce w kwalifikacjach do Shanghai Masters 2008, gdzie przegrał z Lee Spickiem 1-5. Również w kwalifikacjach do Grand Prix 2008 uległ już w pierwszej rundzie Peterowi Linesowi 1-5. Kwalifikacje do UK Championship 2008 zakończył w pierwszej rundzie po porażce z Rodneyem Gogginsem 1-9.
W tym sezonie nie brał udziału w kwalifikacjach do turniejów: Bahrain Championship 2008, nierankingowego Masters 2009 Welsh Open 2009, China Open 2009, oraz Mistrzostw świata 2009.